# Unión Patriótica (Colombia)
Unión Patriótica (UP) es un partido político colombiano. Fue fundado el 28 de mayo de 1985 por las Fuerzas Armadas Revolucionarias de Colombia - Ejército del Pueblo (FARC-EP) y el Partido Comunista Colombiano, como parte de una propuesta de paz a partir de los Acuerdos de La Uribe entre el gobierno de Belisario Betancur y la guerrilla.
La propuesta consistía en una tregua (armisticio) donde se permitiera la participación política de los combatientes a través de un nuevo partido político que pudiera acogerlos, este partido debía ser amplio y permitir la participación de todos los sectores de la sociedad que apoyaran la paz en Colombia.
Desde el mismo proceso de fundación de la UP en 1984, sus militantes empezaron a ser asesinados, llevando a que en 1986 después de su fundación oficial y obtener un resultado exitoso en las elecciones, se asesinara al primer congresista de la UP, y casi dos días después al segundo.
Con el tiempo algunos dirigentes del partido UP decidieron tomar distancia de los grupos insurgentes, separarse de las FARC-EP en 1987 y asumir el objetivo político de buscar una salida política negociada al conflicto colombiano para evitar el asesinato de sus militantes, mientras las FARC-EP deciden que todos sus militantes debían pasar a la clandestinidad como un partido en la práctica prohibido.
Según el informe del Centro Nacional de Memoria Histórica (CNMH) Todo pasó frente a nuestros ojos. El genocidio de la Unión Patriótica 1984-2002, la violencia contra la Unión Patriótica dejó, por lo menos, 4.153 personas asesinadas, secuestradas o desaparecidas. La Jurisdicción Especial para la Paz contabilizó, en un informe publicado en 2022, 5.733 militantes de la Unión Patriótica asesinados entre 1984 y 2016. Dos candidatos presidenciales, los abogados Jaime Pardo Leal y Bernardo Jaramillo Ossa, 5 congresistas en ejercicio (Leonardo Posada, Pedro Jiménez, Octavio Vargas, Pedro Luis Valencia, Manuel Cepeda), 11 diputados, 109 concejales, varios exconcejales, 8 alcaldes en ejercicio, 8 exalcaldes y miles de militantes fueron sometidos a exterminio físico y sistemático por parte de grupos paramilitares, miembros de la Fuerza Pública (Ejército Nacional, Armada de la República, Fuerza Aérea, Policía Nacional, el F2 y el Departamento Administrativo de Seguridad) y los narcotraficantes; algunos sobrevivientes al exterminio abandonaron el país.
Estos asesinatos de los miembros de la UP en los años 80 y 90 fueron declarados en 2014 por la Fiscalía General de la Nación como delitos de lesa humanidad, al concluir que se trató de un plan por parte de sectores políticos, en alianza con agentes de seguridad del Estado, narcotraficantes y grupos paramilitares, para impedir el ascenso de movimientos de izquierda en la política colombiana; en consecuencia, estos crímenes seguirán siendo investigados de manera permanente y se procederá a judicializar a quienes resulten implicados.
En julio de 2013 el Consejo de Estado le devolvió la personería jurídica a la Unión Patriótica, la cual le había sido suprimida debido a que en las elecciones legislativas de 2002 no obtuvo representación en el Congreso; el fallo reconoció que las circunstancias de exterminio sistemático contra dirigentes y militantes del partido fue la causa para que no se presentaran a las elecciones y por tanto no obtuvieron la representación requerida. Desde 2013 la Unión Patriótica participa en las elecciones colombianas como parte del proceso de renacimiento del partido y su propuesta política.
En 2022 entró por primera vez a ser parte de un gobierno, dentro de la coalición Pacto Histórico, con Gustavo Petro en la presidencia. El 13 de junio de 2025 inició el proceso de fusión con los partidos Colombia Humana, Polo Democrático Alternativo y Partido Comunista Colombiano para crear una nueva colectividad denominada Pacto Histórico, reemplazando a la coalición homónima.

## Historia

### Antecedentes
Las FARC en su Séptima Conferencia Guerrillera en mayo de 1982, propusieron originalmente la creación de un grupo de células políticas clandestinas como una rama política para propósitos de reclutamiento y propaganda ideológica, mientras al tiempo mantenían su fuerza armada intacta, al menos inicialmente, como parte de la "combinación de todas las formas de lucha" planteada por el Partido Comunista Colombiano desde 1960.Así mismo, las FARC agregaron a su nombre el "Ejército del Pueblo" o EP, y se preparaban para desarrollar un plan estratégico para la toma del poder en los siguientes años.
En agosto de 1982, inicia el gobierno Belisario Betancur con el propósito de desarrollar procesos de paz con los movimientos guerrilleros, creando la Comisión de Paz que buscará entablar diálogos con las organizaciones guerrilleras.  El 18 de noviembre de 1982, el congreso aprobó la ley 35 de amnistía, proyecto del senador Gerardo Molina por lo cual cientos de guerrilleros presos fueron amnistiados y en libertad. Se iniciaron los diálogos exploratorios con las FARC-EP, la Autodefensa Obrera (ADO), el Movimiento 19 de abril (M-19) y el Ejército Popular de Liberación (EPL).

### Acuerdos de La Uribe
Los primeros contactos de diálogo fueron el 30 de enero de 1983, entre Manuel Marulanda, Jacobo Arenas, Alfonso Cano y Jaime Guaracas por las FARC-EP y la comisión de paz por el Gobierno, durante 19 meses. El 28 de marzo de 1984 el Estado colombiano representado por el presidente Belisario Betancur, junto a las Fuerzas Armadas Revolucionarias de Colombia - Ejército del Pueblo (FARC-EP) firman en el campamento de La Uribe (también conocido por los comunicadores como Casa Verde,que servía para recibir a los diplomáticos o representantes del gobierno y de medios), los Acuerdos de La Uribe (Meta), en los cuales las partes firmantes se comprometen a cumplir 12 puntos entre ellos a un inicial "cese bilateral del fuego":

1. Las FARC-EP ordenarán el cese al fuego y demás operativos militares a todos sus frentes en el país, a partir del día 28 de mayo de 1984 a las 0:00 horas, fecha que podrá posponerse, como máximo, hasta por dos meses si fuere necesario. La orden de que antes se habla se mantendrá indefinidamente si el señor presidente de la República, doctor Belisario Betancur, corresponde a este gesto efectivo de paz con una orden semejante suya, dada a todas las autoridades civiles y militares bajo su jurisdicción, en la oportunidad debida.

Además en el punto 7 ídem, se estableció que se abriría un periodo de prueba de 1 año para que los integrantes de las FARC-EP pudieran organizarse política, económica y socialmente, según su libre decisión.
Este punto expresaba el acuerdo de formar un partido legal, que a propuesta de las FARC-EP debía ser amplio y conformado por todos los sectores que apoyan el acuerdo, el Estado colombiano debía dar las garantías para que esto sucediera y el acuerdo fue aceptada tanto por el Estado colombiano durante el gobierno de Belisario Betancur (1982-1986) y el gobierno de Virgilio Barco (1986-1990).
Durante este alto al fuego las partes se comprometen a buscar salidas políticas al conflicto armado interno de Colombia,  los insurgentes que se acojan a la tregua serían cobijados ipso iure por una amnistía y podrían ser deliberantes y participar en las elecciones, por lo cual la salida era la fundación de un nuevo partido político que apoyara los acuerdos y permitiera la integración de los combatientes en sus estructuras. Jacobo Arenas,comandante cofundador e ideólogo de las FARC-EP, fue precandidato a la presidencia de Colombia para las elecciones de 1986, a la cual renunció por las amenazas. Otros miembros de las FARC-EP fueron precandidatos al Congreso de Colombia y otras entidades, como el caso de Braulio Herrera, quien fue miembro de la Cámara de Representantes, como suplente de Gilberto Vieira junto a Iván Márquez. Tras el inicio del exterminio de la Unión Patriótica Herrera y Márquez, abandonan la vía política y Herrera regresa a las FARC-EP y Márquez ingresa a las mismas.
En el punto 8 el gobierno de Colombia propone la ley 35 de 1982 y normas complementarias, para resolver el trámite jurídico de las amnistías, y un nuevo partido amplio, de convergencia, se vislumbra para dar cumplimiento a los acuerdos. Otro elemento esencial es la Comisión de paz y de Verificación que debe contar con una amplia representación de las dos partes.
En los acuerdos se establece como punto doce (12) del Acuerdo que cualquier grupo armado podría adherirse expresando su intención de acogerse al mismo.  La Autodefensa Obrera (ADO) se adhirió a los acuerdos en agosto de 1984 y a la prórroga de los mismos en marzo de 1986.  El M-19 se mantuvo crítico del proceso de las FARC-EP hasta la firma los Acuerdos de Corinto, Hobo y Medellín en conjunto con el EPL en 1984, rota la tregua en 1985, volverían a un proceso de paz en 1989, que culminó con su desmovilización en 1990, al igual que lo haría el 95% del EPL en 1991.
Se denuncia el incumplimiento del Estado colombiano por irrespetar la tregua y seguían asesinando líderes sociales y combatientes en tregua de las FARC-EP, por su parte los sectores opuestos a la política de paz del gobierno de Belisario Betancur, consideraban que un alto al fuego solo es posible con la rendición de uno de los contendores y no como producto de un acuerdo de voluntades entre ellos se encuentran varios pronunciamientos de generales de la República como Fernando Landazábal Reyes (acusado en 1986, luego del asesinato de Leonardo Posada y Pedro Nel, de dirigir la operación "Baile Rojo", con la que pretendía exterminar a todos los militantes, simpatizantes de la UP y sus familiares), en abierta contradicción a lo acordado por el gobierno y, por lo que al reconocer el estatus político de la insurgencia, prácticamente se cometía una traición, evidenciado en que las directivas del gobierno iban por un lado pero los que la ejecutaban en el plano militar iban por otro, desconociendo el cese al fuego y considerando que toda persona armada es el enemigo al que no había que dar tregua, y aún más, se extendía el concepto de enemigo a los civiles desarmados, usando para ello la Doctrina de Seguridad Nacional que les indicaba que debían aplicar los manuales contrainsurgentes, por tal razón en solo 1984 se reportaron más de 100 homicidios de combatientes en tregua.
Pese a las adversidades de esta primera etapa del proceso de paz, el acuerdo se mantenía y es así como en 1985 se funda la UP y se convoca el I Congreso de la Unión Patriótica.

### Fundación de la Unión Patriótica: mayo de 1985
La Unión Patriótica (UP), fue fundada el 28 de mayo de 1985 dentro del proceso de paz entre el gobierno de Belisario Betancur y las Fuerzas Armadas Revolucionarias de Colombia - Ejército del Pueblo (FARC-EP). Las FARC-EP argumentaron, que al apoyar la creación de este partido buscaban hacer política sin armas y bajo los acuerdos de cese al fuego firmados por el comisionado del gobierno John Agudelo Ríos. A la UP entonces se adhirieron para su fundación no solo guerrilleros desarmados en comisión política, sino también sectores civiles, el Partido Comunista Colombiano y sectores de los partidos tradicionales liberal y conservador.
El naciente movimiento enarboló una plataforma de 20 puntos reformas políticas democráticas, sociales y económicas como una reforma agraria, nacionalización de los recursos naturales y un modelo económico nacional separado del capitalismo global. En las elecciones presidenciales de 1986, el candidato de la UP Jaime Pardo Leal llegó a obtener el 4,6% de la votación, alcanzando el tercer lugar.

### Primeras elecciones: mayo de 1986

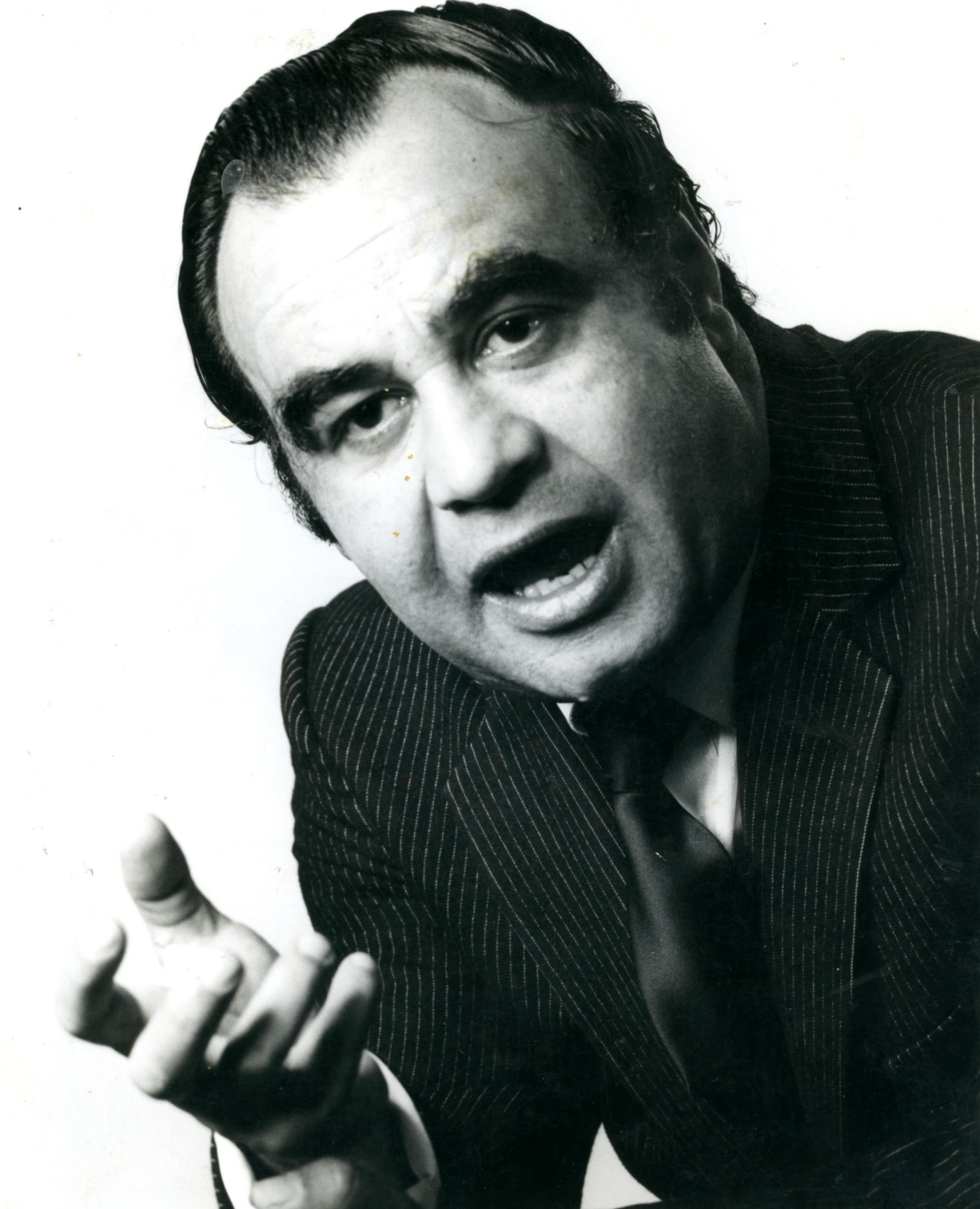
Jaime Pardo Leal, primer candidato presidencial de la Unión Patriótica, asesinado en 1987.

La UP participa electoralmente por primera vez, en las elecciones de marzo y mayo de 1986, logrando trascendentales resultados por cuanto era la primera vez en la historia de Colombia que participaba oficialmente, a nombre propio, un partido de izquierda, oponiéndose al bipartidismo (partido liberal y conservador) que venían recientemente de una hegemonía legal bipartidista, conocida como Frente Nacional, acordado en 1957 y vigente oficialmente entre 1958 y 1978. En las elecciones de marzo de 1986 la UP se convierte en una opción al bipartidismo logrando ser elegida con 14 congresistas para Cámara y Senado, 18 diputados, y 335 concejales.
Dos meses más tarde el candidato a la presidencia por la UP, Jaime Pardo Leal, alcanza el 10% de la votación del país, siendo ésta la más alta alcanzada en la historia de Colombia por un partido independiente, hasta los años 2000. La UP logró su mayor votación en las regiones del Nordeste Antioqueño, Bajo Cauca, Magdalena Medio, Urabá, Chocó, Arauca y el Área Metropolitana de Medellín. Durante las elecciones del 25 de mayo de 1986 la UP obtuvo 4 senadores, 4 representantes a la Cámara, 24 diputados departamentales y 275 concejales municipales. Paradójicamente, ya tenían contabilizados más de 300 militantes asesinados. En 1987 la Unión Patriótica inicia a tomar distancia de las FARC-EP,  afirmando que si los acuerdos de paz se rompían el partido continuará, ante el recrudecimiento de la guerra en el país.

### Recrudecimiento del exterminio
Leonardo Posada representante a la Cámara fue asesinado el 30 de agosto de 1986 en Barrancabermeja (Santander). El 11 de abril de 1987 fue asesinado el concejal de Valledupar por la UP, Antonio Quiroz Rivero en el municipio de Becerril (Cesar).
El 27 de junio de 1987 sicarios en moto asesinaron al dirigente regional de la UP Cesar, José Francisco Ramírez Torres, quien días atrás había presidido el Paro Cívico del Nororiente, en Cesar y Norte de Santander, en rechazo a las reformas políticas del gobierno nacional y a los abusos de autoridad hacia la comunidad campesina por parte de la administración territorial y las fuerzas militares.
El 13 de agosto de 1987, se realizó la Marcha de los claveles rojos en Medellín o la "marcha por la paz, la vida y la defensa de los Derechos Humanos", convocada por la UP como protesta ante el asesinato selectivo de miembros y simpatizantes de la UP, entre ellos dos congresistas de la UP (un senador y un representante).

“Yo tenía mucho miedo de que me asesinaran, pero ya no tengo miedo. Yo sé que me van a asesinar, pero ya no tengo miedo”.
Pedro Luis Valencia Giraldo

El 14 de agosto de 1987, sicarios motorizados y vistiendo prendas de la Policía Nacional, derribaron la puerta de la residencia del senador Pedro Luis Valencia en Medellín y fue acribillado, por orden de Carlos Castaño.

“En consecuencia le hemos dicho al gobierno nacional que nos defina si tenemos el derecho de vivir o no en nuestro país”.
Jaime Pardo Leal

El 11 de octubre de 1987 fue asesinado Jaime Pardo Leal, quien había sido candidato presidencial en las elecciones de 1986,  en presencia de su familia en La Mesa (Cundinamarca).
El 18 de mayo de 1988, fue asesinado en Medellín Elkin Martínez, elegido para posesionarse en Remedios (Antioquia). Fue asesinado en una recepción de hotel mientras tomaba una foto turística. Su muerte desencadenó el Paro del Nordeste Antioqueño, en Segovia y Remedios, paro que duró cerca de tres semanas. A Elkin Martínez lo reemplazó Carlos Rojo Uribe, quien también fue asesinado, el 1 de agosto de 1997, en los alrededores del Batallón Bomboná, junto con siete personas que fueron sacadas de sus casas en Remedios (Antioquia).
El 6 de enero de 1988, los paramilitares conocidos como 'Los Magníficos' asesinaron al docente y concejal de Pereira Gildardo Castaño Orozco.

### Elecciones locales de 1988
En las primeras elecciones locales de alcaldes y concejos municipales, realizadas en la historia de Colombia, el 13 de marzo de 1988, la Unión Patriótica se consolida como la tercera fuerza política del país, obteniendo 16 Alcaldías Propias, 95 Alcaldías de Coalición con otras Fuerzas, 18 Diputados, 3 Consejeros de comisarías, y 368 Concejales en coalición.

### Exterminio entre 1988 y 1990

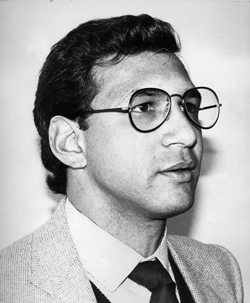
José Antequera, miembro de la Unión Patriótica asesinado en 1989.

Los paramilitares de Puerto Boyacá incursionaron en Segovia (Antioquia), el 11 de noviembre de 1988 al mando de Alonso J. Vaquero El Negro Vladimir bajo las órdenes de los hermanos Carlos Castaño y Fidel Castaño, jefes de las ACCU y Henry Pérez comandante de los paramilitares del Magdalena Medio. Entraron disparando y dejando a 48 muertos incluyendo niños, mujeres y ancianos. El Negro Vladimir participó también en las masacres de 14 campesinos en Cimitarra, Santander, 19 comerciantes en Puerto Boyacá y 15 funcionarios de la Fiscalía en La Rochela, Santander. Estos hechos se conocieron posteriormente como la Masacre de Segovia, Masacre de La Rochela y la Masacre de Cimitarra. La jueza Martha Lucía González, estudió estos casos pero debió exiliarse y su padre Álvaro González Santana fue asesinado, así como la jueza María Helena Díaz Pérez quien continuaba las investigaciones.
El 27 de mayo, en Villavicencio fue asesinado el presidente la Asamblea del Meta y coordinador de la UP, Carlos Kovacs Batiste. Junto a él cayeron cinco personas más.
El 3 de julio de 1988, ocurrió la primera masacre de Caño Sibao, entre los municipios de El Castillo y Granada (Meta), los paramilitares mataron 17 personas.

"La paz en Colombia es el producto de la lucha incesante del pueblo colombiano que ha puesto centenares e incluso, miles de muertos, porque los muertos han sido del pueblo, obreros, campesinos, guerrilleros, policías y soldados. Por eso, porque el pueblo ha puesto los muertos, queremos decir ¡viva la paz democrática en Colombia!”.
Gabriel Jaime Santamaría

El 18 de enero de 1989 ocurrió la Masacre de La Rochela (Santander), de 12 miembros de una comisión judicial que investigaba los asesinatos contra miembros de la UP cometidos en el Magdalena Medio y el Bajo Cauca .
Es asesinado en Bogotá, el 27 de febrero de 1989 el secretario general del Partido Comunista Teófilo Forero junto a su mujer y 2 personas más, por sicarios al servicio de Rodríguez Gacha.
El 3 de marzo de 1989, en el Aeropuerto El Dorado fue asesinado José Antequera y herido de gravedad el precandidato liberal Ernesto Samper.
Alejandro Cárdenas Villa, quien fue alcalde de la UP en Mutatá (Antioquia), pasó luego a la gerencia de la Corporación de Vivienda y Desarrollo Social de Medellín (CORVIDE), y murió asesinado en la Plaza de Ferias de Medellín el 28 de junio de 1989.
Gabriel Jaime Santamaría, siendo vicepresidente de la Asamblea de Antioquia, murió asesinado con complicidad del DAS, dentro de su oficina en La Alpujarra de Medellín, el 27 de octubre de 1989.

### Fin de los diálogos de paz entre el gobierno y las FARC-EP
Con la escalada de violencia paramilitar y guerra sucia contra miembros de la UP y movimientos de izquierda, las FARC-EP dejó a su suerte al nuevo partido y sus voceros públicos dentro de la UP se reintegraron a la lucha armada. Tanto el gobierno como las FARC-EP, rompieron e incumplieron los acuerdos con acciones armadas, las víctimas serían los miembros de la Unión Patriótica y otros movimientos como el Frente Popular y el Movimiento A Luchar. Las FARC-EP realizaron acciones violentas como la Toma de Saiza con el EPL en 1988, el asesinato del político y paramilitar Pablo Emilio Guarín (reconocido en 2020). Las FARC-EP estuvieron en guerra con Gonzalo Rodríguez Gacha, quien patrocinó grupos narco paramilitares y en alianza con políticos y militares estuvo relacionado con el exterminio de la Unión Patriótica. Los detonantes definitivo de la ruptura de las conversaciones de paz, fueron la Operación Casa Verde (Meta), el 9 de diciembre de 1990, día de la elección de la Asamblea Constituyente de 1991 y el Ataque a la base militar Girasolesel 9 de enero de 1991.

### Exterminio entre 1990 y 1991

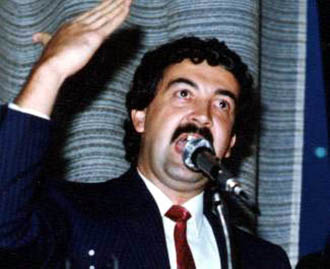
Bernardo Jaramillo Ossa, segundo candidato presidencial de la Unión Patriótica asesinado en 1990.

Bernardo Jaramillo Ossa, presidente del partido desde 1987 y candidato de la Unión Patriótica a las elecciones presidenciales de 1990, había rechazado la violencia de los grupos armados tanto del estado, como los paramilitares y de las guerrillas, desvinculando a la Unión Patriótica de las FARC-EP y condenando sus actos de violencia.

"No se puede hablar de paz, ni ser consecuente con la paz, cuando no se castiga ejemplarmente a los miembros del Estado comprometidos con la violencia hacia la población civil".
Bernardo Jaramillo Ossa

El 22 de marzo de 1990 fue asesinado el candidato presidencial a las elecciones de 1990 Bernardo Jaramillo, en el aeropuerto El Dorado de Bogotá.
Luego del asesinato de Bernardo Jaramillo, la UP sufre un proceso de quiebre final cuando en marzo de 1990, su nuevo presidente Diego Montaña Cuéllar y once dirigentes más, presentan su renuncia colectiva en una reunión en Bogotá conocida como el X Pleno, y se unen a la Alianza Democrática M-19.
La muerte del concejal de Valdivia (Antioquia), Henry Montenegro, el 20 de mayo de 1990 desató un paro en el Bajo Cauca antioqueño, que duró una semana hasta que se hiciera presente una comisión del gobierno. Henry Montenegro perdió la Alcaldía de Valdivia por un voto en las elecciones de 1988.

### Asamblea Constituyente de 1991
Para la Asamblea Constituyente de 1991 fueron elegidos por la Unión Patriótica: Aída Avella y Alfredo Vázquez Carrizosa.

### Exterminio entre 1992 y 2003
En 1992 fue perpetrada la cuarta masacre de Caño Sibao (Meta), contra 5 dirigentes comunistas y de la UP.
Miller Chacón, activista de la UP y secretario general del Partido Comunista Colombiano en reemplazo de José Antequera, es asesinado por sicarios motorizados el 25 de noviembre de 1993 en el sur de Bogotá.
Henry Millán González dirigente y fundador de la UP en Caquetá, exmiembro del comité central del  PCC y ex represente a la cámara del Caquetá por la UP, resultó asesinado el 7 de diciembre de 1993 en la plaza de mercado de Florencia, Caquetá con tres impactos de bala en la cabeza.
Entre 1993 y 1994, grupos paramilitares denominados "Comandos Populares", asesinan a decenas de líderes sociales y sindicalistas pertenecientes a la UP y al PCC en la región del Urabá. Dichos comandos estaban conformados por varios miembros del partido Esperanza, Paz y Libertad, quienes habían emprendido una cruenta venganza contra la UP, en retaliación a los hechos de la Masacre de La Chinita y al asesinato masivo de miembros de los "Esperanzados" a manos del Bloque José María Córdoba en la región bananera.
El senador Manuel Cepeda Vargas fue asesinado el 9 de agosto de 1994, en Bogotá.
La única líder política que logró sobrevivir fue la exconcejal de Bogotá Aída Avella, a quien intentaron matar en un atentado el 7 de mayo de 1996, y se exilió.
El 6 y 7 de septiembre de 1996 se perpetró la Masacre de Mondoñedo. Cuatro estudiantes de la Universidad Distrital y activistas estudiantiles de la UP son secuestrados, desaparecidos, torturados, asesinados y calcinados por agentes de la Policía Nacional, adscritos a la DIJIN en el predio el Fute en la vía entre Mosquera y Soacha, Cundinamarca y a su vez son asesinados a tiros dos estudiantes pertenecientes también al movimiento estudiantil de la UP.  Investigaciones posteriores revelaron que los hechos se produjeron en respuesta por los ataques de las FARC-EP a las estaciones de la Policía Nacional en Kennedy y Usme en el sur de Bogotá y por la Toma de Las Delicias ocurrida días antes así como parte del "Plan Retorno", con el que se buscó aniquilar lo que quedaba de la UP en Cundinamarca y Bogotá.
El 16 de febrero de 1998 el abogado antioqueño Jesús María Valle fue asesinado en su oficina en el barrio La Alpujarra en Medellín, después de denunciar por años los constantes asesinatos y masacres contra activistas de la UP en el Bajo Cauca y el Urabá Antioqueño y la responsabilidad de grupos paramilitares y oficiales del Ejército Nacional en dichos delitos.
Eduardo Umaña Mendoza, abogado defensor junto con Alirio Uribe Muñoz en el caso de las víctimas de la Unión Patriótica desde 1993, fue asesinado el 18 de abril de 1998, en su oficina de Bogotá.
Jairo Bedoya Hoyos, antiguo dirigente indigenista de la UP, es desaparecido por unidades del grupo Gaula en Medellín, el 2 de marzo del 2000.
El 6 de octubre del 2000 Ángel José Quintero, antiguo dirigente regional de la UP y Claudia Patricia Monsalve miembros de la Asociación de Familiares de Detenidos-Desaparecidos (ASFADDES) fueron desaparecidos en el centro de Medellín por paramilitares del Bloque Metro de las AUC y miembros del grupo Gaula de la policía de Antioquia.
Octavio Sarmiento Bohórquez exdirigente de la UP de la que fue representante por Arauca fue asesinado por paramilitares de las Autodefensas Vencedores de Arauca, el 1 de octubre de 2002.
Tirso Vélez exalcalde de Tibú, exdirigente de la UP en el Catatumbo, antiguo miembro de la comisión de paz para los diálogos con el ELN y candidato a la Gobernación de Norte de Santander fue asesinado el 4 de junio de 2003, víctima de un atentado en el centro de Cúcuta perpetrado por miembros de las Autodefensas Unidas de Colombia.
El final político de la UP vino en 2003, cuando el Consejo Nacional Electoral le quitó la personería jurídica por no alcanzar el umbral de 50 mil votos establecidos por la reforma política del año anterior.

### Nueva Personería Jurídica en 2013
El Consejo de Estado le devolvió la personería jurídica a la Unión Patriótica en el 2013, reconociendo de paso que lo que se cometió contra la UP fue un genocidio político.
La Sección Quinta del Consejo de Estado consideró: "(...) los integrantes del partido Unión Patriótica fueron víctimas de persecución por razones políticas acaecidas en el país, cuando manos desconocidas decidieron exterminar a sus militantes y afiliados con el claro propósito de deshacer el partido a fin de impedirle su participación democrática en la gobernabilidad del país. Así, se trató entonces de un verdadero atentado contra el pluralismo y la democracia.", y así entonces pese a que no lo manifiesta, si cita en varias oportunidades la noción del "exterminio" de los directivos, militantes y simpatizantes como causa de que la UP no presentará candidatos a las elecciones del 2002.
Observa el Consejo de Estado, que el Consejo Nacional Electoral realizó un estudio meramente formal y no contextual ante lo que afirma: "es evidente que la autoridad llamada a definir la imposición de los efectos negativos que prevé una disposición legal, está obligada a desentrañar la finalidad, el “thelos” que llevó al legislador a efectuar la respectiva regulación. No atender a su teleología implica que la potestad otorgada no se emplee para el objeto previsto. En consecuencia, al desvirtuarse la presunción de legalidad que ampara los actos administrativos acusados, se impone declarar la nulidad parcial de la Resolución 5659 del 30 de septiembre de 2002, en lo que concierne a la supresión de la personería jurídica al Partido Político Unión Patriótica, y de la Resolución 7477 del 20 de noviembre de 2002, que resolvió el recurso de reposición ejercido contra tal decisión, ambos actos proferidos por el Consejo Nacional Electoral".
La Junta Patriótica Nacional decide que se reúnan en el Parque Santander y en la Universidad Pedagógica Nacional de Bogotá, para la realización de su V Congreso Nacional los días 15, 16 y 17 de noviembre de 2013,donde participaron los sobrevivientes del genocidio, el Partido Comunista Colombiano, la Juventud Comunista Colombiana, la Corporación REINICIAR, Marcha Patriótica y otras organizaciones y movimientos del país. Allí se elige como presidenta y candidata presidencial a la exconcejal de Bogotá Aída Avella refugiada en Suiza desde hace varios años. Así mismo, crean las listas para elecciones legislativas, que se realizará el siguiente año; en esta lista sólo unos pocos quedaron elegidos especialmente en la zona de influencia del Sumapaz, Nariño y el Catatumbo, la candidata Avella declinó su aspiración a la presidencia y se convirtió en la fórmula a la vicepresidencia de Clara López.
En 2014 la Fiscalía General de la Nación a través de la Dirección Nacional de Análisis y Contexto, declaró como crímenes de lesa humanidad los delitos cometidos contra los integrantes, simpatizantes y familiares de la UP, por lo cual son imprescriptibles, la Fiscalía "logró establecer que sí existió un ataque sistemático y generalizado, “Son casos ilustrativos que dan cuenta de que los mismos (la violencia contra la UP) no hicieron parte de unos hechos aislados, ni de actos de delincuencia común, sino que, hicieron parte de un plan de exterminio en el que participaron estructuras criminales organizadas de carácter ilegal, en coordinación o connivencia con el estamento oficial, en varios de los casos”.

### 2016 - actualidad

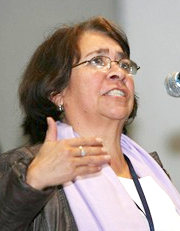
Aida Avella, congresista por la Unión Patriótica en el periodo 2018-2022

Durante los diálogos de paz, que culminaron con los Acuerdos de paz entre el gobierno de Juan Manuel Santos y las FARC-EP, el presidente Juan Manuel Santos, reconoció la responsabilidad del Estado Colombiano en el exterminio de la Unión Patriótica:

"Esa tragedia jamás debió haber ocurrido".
Juan Manuel Santos, 2016.

En el 2016 la UP lanzó sus candidaturas a los concejos por medio de unas listas cerradas, pero debido a un problema con los formularios E-24 de la registraduría, gran parte de los votos para este partido no fueron contados, lo que les negó el acceso a esta representación.
En el 2017 realizan su Sexto Congreso Nacional, durante los días 22, 23 y 24 de junio bajo la consigna "Ahora y siempre la paz!" VI Congreso UP: "La alegría de un nuevo tiempo!".
En el 2018, la UP se une a la creación de la denominada coalición Lista de la Decencia (conformada por los partidos ASI, UP y MAIS) con otros sectores de la izquierda que decidieron apoyar la candidatura a la presidencia de Gustavo Petro. Así, la presidenta de la UP, Aída Avella obtuvo una votación de 57.175 y fue elegida al Congreso de la República, regresando a la representación de este partido en el órgano legislativo.
El 6 de febrero se dio apertura al Caso 06 “Victimización de miembros de la Unión Patriótica (UP) por parte de agentes del Estado” de la Jurisdicción Especial para la Paz.
En julio de 2019, el Consejo Nacional Electoral aprobó la modificación de dos puntos de los estatutos de la colectividad para incorporar a Colombia Humana en su logo y su nombre. A partir del 23 de julio del año mencionado el partido se llama "Colombia Humana - Unión Patriótica".
En enero de 2021 en una investigación periodística se vincula a Virgilio Barco, presidente entre 1986-1990, con el genocidio de la Unión Patriótica, debido a la contratación del espía israelí Rafi Eitan.
Después de 28 años de impunidad por el genocidio, la Corte Interamericana de Derechos Humanos tendrá una audiencia de fallo para determinar la responsabilidad del Estado colombiano en los crímenes y el genocidio en 2021. La Unión Patriótica hoy participa en las elecciones colombianas como parte del proceso de renacimiento de su partido y su propuesta política.

## Resultados Electorales
| Año  | Candidatos       | Candidatos           | 1.ª vuelta | 1.ª vuelta | 2.ª vuelta | 2.ª vuelta | Resultado | Notas |
| Año  | Presidente       | Vicepresidente       | Votos      | %          | Votos      | %          | Resultado | Notas |
| ---- | ---------------- | -------------------- | ---------- | ---------- | ---------- | ---------- | --------- | ----- |
| 1986 | Jaime Pardo Leal |                      | 328 752    | 10.93      |            |            | 3.º Lugar |       |
| 2014 | Clara Lopez      | Aída Avella          | 1 985 518  | 15.22      |            |            | 4.º Lugar |       |
| 2018 | Gustavo Petro    | Ángela María Robledo | 4 855 069  | 25.08      | 8 047 449  | 43.87      | 2.º Lugar |       |
| 2022 | Gustavo Petro    | Francia Marquez      | 8 527 768  | 40.34      | 11 291 986 | 50.44      | Electo    |       |

## Genocidio de la Unión Patriótica
El genocidio de la Unión Patriótica, sucedió desde la creación de su partido en 1984, hasta 2002 o 2004, dejando miles de víctimas de asesinatos, torturas, desapariciones forzadas, desplazamiento forzado y exiliados. Las cifras varían según la fuente y los casos denunciados.

### Tipificación como genocidio político
El genocidio contra la UP (i. 28 de marzo de 1984 - actual), declarado como crímenes de lesa humanidad, de dirigentes, miembros, sobrevivientes, y simpatizantes del partido Unión Patriótica (Colombia), así como de sus familiares, desde el proceso de fundación del partido hasta la actualidad. Tan solo a finales de 1986 (a un año de la fundación del partido UP) ya habían asesinado a 3 congresistas de la UP, 1 diputado de la UP, 11 concejales de la UP en el Meta, 1 magistrado de la UP en Santander, 61 dirigentes y activistas de las "Juntas Patrióticas" de la UP, 69 militantes de base, 24 guerrilleros en tregua y 34 simpatizantes
El 16 de diciembre de 1993 la Corporación Reiniciar radicó una demanda ante la Comisión Interamericana de DDHH (CIDH) de la OEA, por el "Genocidio contra la Unión Patriótica", en la cual anexó un listado de 1.163 asesinados, 123 desaparecidos forzados, 43 sobrevivientes de atentados y 225 amenazados, correspondientes al periodo de enero de 1985 a diciembre de 1993; en el marco de la persecución sistemática contra quienes promueven el ideario de izquierda.
Ante el reclamo de los sectores de izquierda, principalmente de la UP, por la atipicidad del genocidio por razones políticas, en el año 2000 en Colombia con la ley 589 del 2000 se crea un nuevo tipo penal de "genocidio por razones políticas" que sería agregado al viejo código Penal como art. 322A y posteriormente con la ley 599 del 2000, en su artículo 101, se conserva totalmente este nuevo tipo penal, que no existía siquiera en la doctrina internacional, lo que ha representado un gran avance para la ciencia jurídica universal.
Leonardo Posada Pedraza, Pedro Nel Jiménez, Pedro Luis Valencia Giraldo, Octavio Vargas Cuellar, Bernardo Jaramillo Ossa, Henry Millan González, Manuel Cepeda Vargas, Jairo Bedoya Hoyos, Octavio Sarmiento Bohórquez. Todos los anteriores fueron congresistas de la UP. Todos fueron asesinados entre 1986 y 2001. La última persona que había llegado con las banderas de la UP, avalada por el Polo Democrático, fue Gloria Inés Ramírez.
Según la Dirección Nacional de Análisis y Contexto de la Fiscalía, a partir de su fundación, los dirigentes, miembros y simpatizantes de la UP, así como sus familiares, empezaron a ser amenazados y sistemáticamente asesinados, por grupos orientados, conformados, entrenados, patrocinados por agentes del Estado: "Para la Fiscalía, en ese momento las facciones más radicales de las Fuerzas Militares “insistieron en defender públicamente la existencia de grupos de autodefensa. El apoyo se prorrogó con la aprobación del Manual EJC-3-10 (reglamento de combate contraguerrillas), por parte del comandante y ministro de defensa, Óscar Botero en noviembre de 1987, que reiteraba las Juntas de Autodefensa como uno de los principales apoyos de la lucha contrainsurgente”
El informe de la Fiscalía General de la Nación entregado a la Jurisdicción Especial para la Paz establece a 1.620 víctimas de la UP. Por su parte, la Corporación Reiniciar identificó 6.613 víctimas entre 1984 al 2002, que corresponde a un total de 9.359 violaciones (esto debido a que una víctima puede haber sufrido más de un hecho victimizante).
El Centro Nacional de Memoria Histórica (CNMH) estima este universo en 6.201 para el mismo período: documentó 4.153 víctimas de la UP asesinadas, desaparecidas o secuestradas, en hechos ocurridos entre mayo de 1984 y diciembre de 2002. Señala además que, entre ellas, «3.122 fueron víctimas de asesinatos selectivos, 544 lo fueron de desaparición forzada, 478 fueron víctimas de asesinatos en masacres, 4 secuestradas y 3 más en otras modalidades de violencia».
Existen dos informes sobre el caso de la Unión Patriótica «¡Venga esa mano, país! Memoria viva de una vergüenza nacional», de la Corporación Reiniciar, y «Todo pasó frente a nuestros ojos. El genocidio de la Unión Patriótica 1984-2002», del Centro Nacional de Memoria Histórica (CNMH)  La violencia contra la Unión Patriótica dejó, por lo menos, 4.153 personas asesinadas, secuestradas o desaparecidas. De estas, 3.122 fueron víctimas de asesinato selectivo, 544 lo fueron de desaparición forzada y 478 fueron asesinadas en masacres. Hubo 3.726 hombres y 371 mujeres, y la mayoría de los casos fueron de personas entre los 18 y 45 años. También se presentaron procesos de “impunidad delictuosa”.
Datos independientes estiman que entre 1988 hasta 1991, murieron unos 14,000 colombianos. Hacia 1994, datos calculados por organizaciones de derechos humanos sitúan la cantidad de muertes por violencia política en 20,000. Se desconoce la cifra total de militantes o simpatizantes de la Unión Patriótica que fueron asesinados, pero cálculos parciales estiman que pudieron ser unos 3500 y un buen número de desaparecidos.

### Responsables del genocidio de la Unión Patriótica

#### Narcotraficantes y paramilitares
El narcotraficante Gonzalo Rodríguez Gacha El Mexicano inició una guerra particular en contra de la guerrilla de las FARC-EP por el robo que estos habían hecho a sus laboratorios de cocaína (3 mil kilos y dinero en efectivo), impulsando el asesinato sistemático de miembros de la Unión Patriótica, ya que los acusó de ser brazo político de dicho grupo armado ilegal. Al comienzo utilizó la modalidad de masacres de campesinos o jornaleros que reclamaban mejoras laborales, para luego ordenar el asesinato selectivo de militantes de la UP en campos y ciudades. Esta implicado en por lo menos 800 casos.
En ese exterminio que impulsará Rodríguez Gacha, al tiempo lo escalaron grupos paramilitares contrainsurgentes que en 1997 se aglutinaron en las Autodefensas Unidas de Colombia (AUC) bajo el mando de Carlos Castaño, tanto este último como su familia porque tenían un rencor profundo contra las FARC-EP, que habían secuestrado y dado muerte a su padre, a pesar de haber pagado el rescate. En muchas ocasiones trabajaron en coordinación con militares y la policía. Algunas investigaciones señalan que una misión de militares estadounidenses recomienda la creación de grupos armados ilegales para luchar contra la guerrilla, para esto se apoyaron en ganaderos, terratenientes y empresas trasnacionales. En algunos casos se denominaron "Autodefensas" y en otros Convivir. Estos contratan al militar y mercenario israelí Yair Klein para entrenar los primeros grupos en el Magdalena Medio.

#### Agentes del estado
La gran mayoría de estos homicidios no cuentan con condenas. En algunos casos puntuales se condenó a autores materiales, pero los autores intelectuales siguieron en la impunidad. Las víctimas sobrevivientes y sus familiares han aportado testimonios y pruebas de la participación de miembros de las fuerzas de seguridad del Estado colombiano en varios de los hechos criminales. [cita requerida]
En 1993 se interpuso ante la Comisión Interamericana de Derechos Humanos (CIDH) una demanda contra el Estado colombiano por su responsabilidad y participación en los crímenes contra la UP. Al aceptar la demanda, la comisión alegó que "los hechos alegados por los peticionarios exponen una situación que comparte muchas características con el fenómeno del genocidio y se podría entender que sí lo constituyen, interpretando este término de conformidad con su uso corriente. Sin embargo, la comisión ha llegado a la conclusión de que los hechos alegados por los peticionarios no caracterizan, como cuestión de derecho, que este caso se ajuste a la definición jurídica actual del delito de genocidio consignada en el derecho internacional. Por lo tanto, en el análisis de los méritos del caso, la Comisión no incluirá la alegación de genocidio."
En el 2006, la Corporación Reiniciar, la Comisión Colombiana de Juristas y los representantes de las víctimas argumentaron que el Estado colombiano no ha logrado impedir las persistentes amenazas, asesinatos y acciones arbitrarias en su contra. El proceso ante la CIDH, una vez aceptada la demanda en 1997, continúa en curso después de que un intento de búsqueda de solución amistosa, iniciado en el 2000, llegó a su fin por decisión de la Corporación Reiniciar, la Comisión Colombiana de Juristas y los representantes de las víctimas. Persiste el reto de que alguno de los diferentes gobiernos colombianos pueda romper el ciclo de impunidad que históricamente ha rodeado a estos crímenes.
La JEP estableció que 16 miembros de la fuerza pública se han acogido a ese tribunal híbrido expresamente por hechos relacionados con victimizaciones sufridas por miembros de la UP. Entre estos se encuentran un brigadier general, tres mayores, un capitán, un teniente, un subteniente, dos sargentos viceprimeros, tres sargentos segundos, un cabo segundo, dos soldados profesionales y un agente de inteligencia.
En la actualidad, Colombia sigue siendo el país con más asesinatos de defensores y líderes sociales en la región: Comisión Interamericana de Derechos Humanos de la OEA (CIDH) y la Oficina de la Alta Comisionada de las Naciones Unidas para los Derechos Humanos (ONU). 
En los últimos años, siguió cursando un proceso en la Corte Interamericana de Derechos Humanos en el marco del genocidio contra la Unión Patrióca, la cual el 30 de enero de 2023, declaró culpable al estado colombiano de ser responsable del exterminio político contra la Unión Patriótica, dicha responsabilidad, fue aceptada por el actual presidente de Colombia, Gustavo Petro, quién declaró lo siguiente: "Hoy un tribunal de justicia de caracter americano dirá que el Estado ayudó a asesinar a miles de militantes de un partido político, solo porque era de izquierda".

## Filmografía
- Memoria de los Silenciados - El Baile Rojo[126]
- "Unión Patriótica 1986"[127]
- “Volver a Nacer. Memoria desde el exilio del genocidio de la Unión Patriótica en Colombia”[128]
- Mujeres de la Unión Patriótica[129]
- "In memoriam: Exterminio de la UP" Parte I,[130] Parte II[131] (Emitidos en el programa CONTRAVIA en el año 2004)
- "La Historia que no contaron: José Antequera"[132] (ganadora de Mención de Honor del Festival de Cine de Bogotá en 2010)
- "La generación que nos robaron: José Antequera"[133] (documental transmitido en el año 2015, como el capítulo 11 del programa "Las Historias de Nadie" de Canal Capital)
- "Hijos e hijas por la memoria y contra la impunidad"[134]